# О-Клэр (Висконсин)
О-Клэ́р (англ. Eau Claire) — город на западе штата Висконсин в США, окружной центр округа О-Клэр. По данным Бюро переписи населения США на 2011 год в городе проживают 66623 человека. Название «О-Клэр» происходит от французского «Eaux Claires», что означает «чистые воды». Основан в 1840-х годах, в 1872 году получил статус города.
Молодёжный фонд America's Promise, основанный Колином Пауэллом, в 2007 году включил город в сотню лучших сообществ для молодых людей.

## Краткая историческая справка

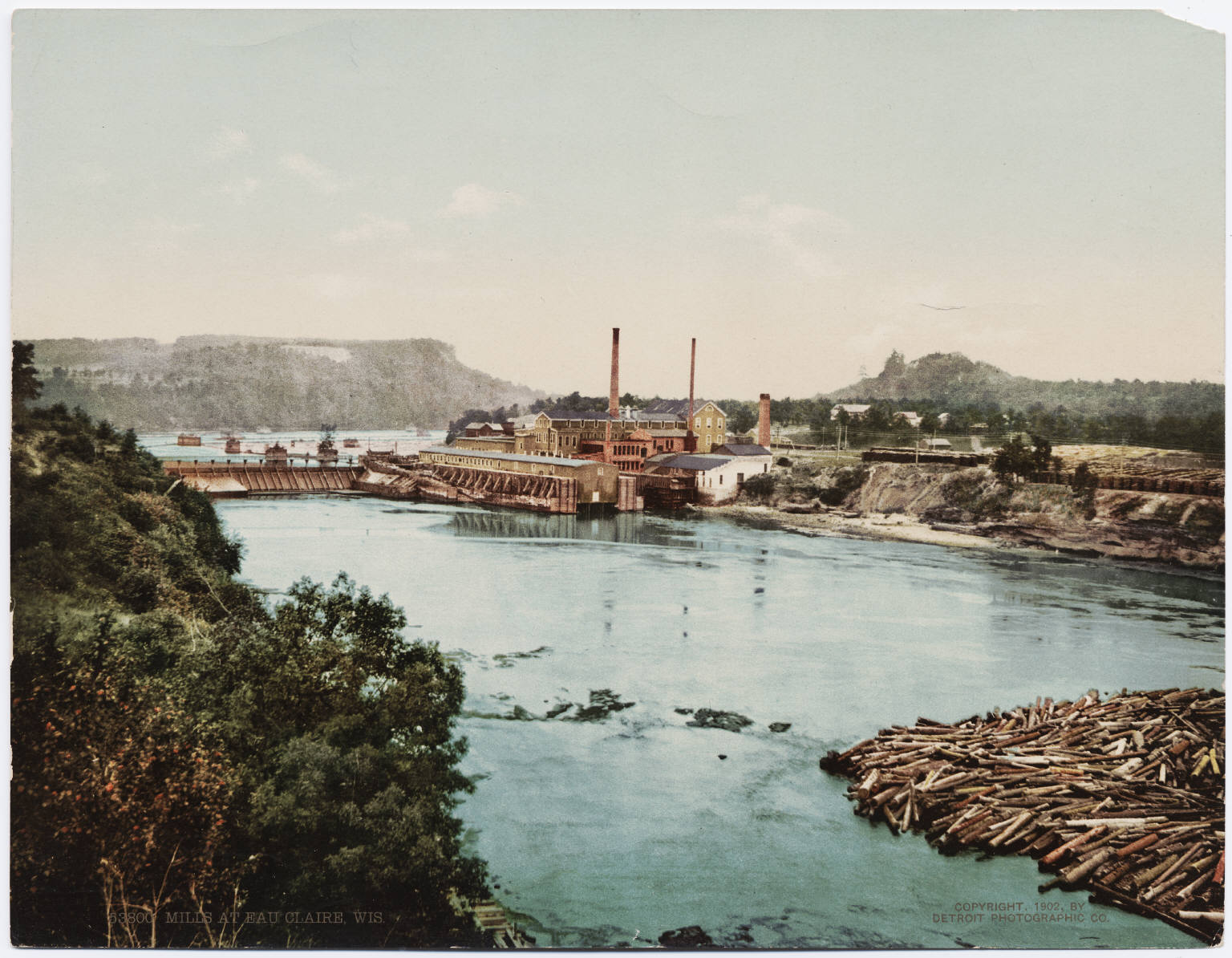
Вид на мельницы и плотину в О-Клэр (1902)

История города начинается с трёх деревень, расположенных у лесопилок между крупной рекой Чиппева и впадающей в неё с востока речкой О-Клэр. Эти поселения просуществовали до 1872 года, после чего были объединены в единый город.
В 1860 году в Западном О-Клэр проживали 639 человек, в Восточном О-Клэр — 640 человек и в Северном О-Клэр — 311. По данным переписи промышленного производства тогда здесь работали девять лесопилок, одна мельница, две обувные фабрики, одно предприятие по производству олова и одна пивоварня. Тем не менее, в первую очередь основная часть населения занималась фермерским хозяйством, большинство жителей этих деревень содержали сады и домашний скот.
Реки стали основном импульсом развития деревень: они обеспечивали работу мельницы и транспортировку пиломатериалов для дальнейшей продажи на рынке, также именно по рекам осуществлялись первые пассажирские перевозки. К 1860 году работа речных пароходов между О-Клэр и Ридс-Лэндинг уже осуществлялась на регулярной основе, задержки возникали лишь при понижении уровня воды в реке. Вскоре были построены мосты через реку О-Клэр, соединившие восточную и северную части города, проблема с доступом в западную часть сохранялась вплоть до 1869 года, пока не был сооружён мост известный как Шаутаун-Бридж.
С 1860 года в восточной и западной части города работали две начальные школы. Первая средняя школа появилась при поддержке преподобного Мак-Нейра на восточной стороне в пресвитерианской церкви построенной в 1858 году. В последующие годы были построены католическая церковь на северной стороне и церковь на западной стороне. В 1866 году возведена баптистская церковь.
В 1870—1880-х годах экономика города попала в сильную зависимость от лесной промышленности, к чему привела гибель многих мельниц из-за пожаров и наводнений.

## География
О-Клэр расположен примерно в 145 км к востоку от Миннеаполиса и Сент-Пола, штата Миннесота. Общая площадь города составляет 83,8 км² (32,37 миль²), из которых 78,4 км² (30,28 миль²) суши и 5,4 км² (2,08 миль²) водной поверхности.
Рельеф местности образован преимущественно долинами рек О-Клэр и Чиппева с крутыми склонами, ведущими от центра города в его восточную и южную части. На территории населённого пункта также находятся два водоёма: пруд Деллс, созданный искусственно для работы ГЭС, и озеро Халф-Мун, являющееся старицей реки Чиппевы.
| Показатель              | Янв. | Фев. | Март | Апр. | Май | Июнь | Июль | Авг. | Сен. | Окт. | Нояб. | Дек. | Год |
| ----------------------- | ---- | ---- | ---- | ---- | --- | ---- | ---- | ---- | ---- | ---- | ----- | ---- | --- |
| Средний максимум, °C    | −4   | −2   | 4    | 13   | 21  | 26   | 28   | 27   | 22   | 15   | 5     | −2   | 12  |
| Средняя температура, °C | −9   | −7   | −1   | 7    | 14  | 19   | 22   | 20   | 16   | 9    | 1     | −6   | 6   |
| Средний минимум, °C     | −15  | −13  | −6   | 1    | 7   | 13   | 16   | 14   | 10   | 3    | −3    | −11  | 1   |
| Норма осадков, мм       | 28   | 28   | 46   | 69   | 102 | 119  | 86   | 94   | 91   | 64   | 43    | 30   | 800 |
| Источник: Weatherbase   |      |      |      |      |     |      |      |      |      |      |       |      |     |

## Демография
По переписи 2010 года, общая численность населения составила 65 883 человек, зарегистрировано 26 497 домовладений.
Распределение населения по расовому признаку:
- белые — 90,3 %
- афроамериканцы — 1,1 %
- коренные американцы — 0,5 %
- азиаты — 4,6 %
- латиноамериканцы — 1,9 % и др.

3,6 % населения родились в О-Клэр, 73,8 % живут в своих домах более одного года. 6,3 % населения в возрасте старше пяти лет владеют двумя и более языками. 92,8 % населения старше 25-и лет имеет среднее образование, 32,1 % обладают степенью бакалавра, магистра и выше.
Распределение населения по возрасту:
- до 5 лет — 5,9 %
- до 18 лет — 19,3 %
- от 65 лет — 11,7 %

Годовой доход на домовладение составляет в среднем $ 41 565. Доход на душу населения — $ 23 041. 18,6 % жителей находится ниже прожиточного минимума. Трудоспособное население затрачивает в среднем 15,5 минут на дорогу на работу.

## Крупнейшие работодатели города

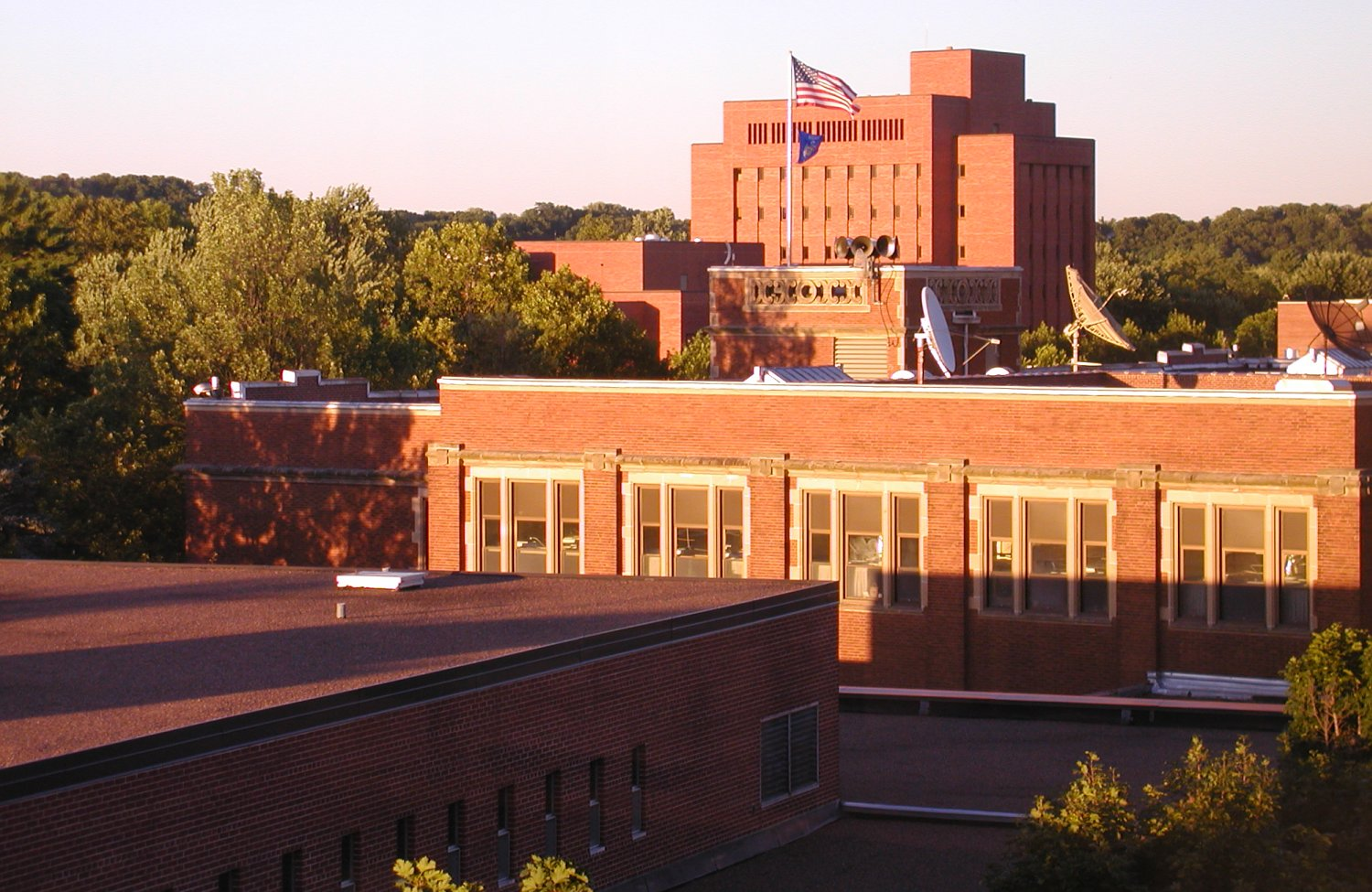
Кампус Висконсинского университета в О-Клэр (2005)

Оуэн Парк

Согласно ежегодному финансовому отчёту, крупнейшими работодателями в 2011 году стали:
| №  | Работодатель                       | Сотрудников |
| -- | ---------------------------------- | ----------- |
| 1  | Menard’s Inc.                      | 4500 чел.   |
| 2  | Mayo Clinic Health System          | 3158 чел.   |
| 3  | Sacred Heart Hospital              | 1450 чел.   |
| 4  | United Health Group                | 1350 чел.   |
| 5  | Школьный округ О-Клэр              | 1339 чел.   |
| 6  | Висконсинский университет в О-Клэр | 1300 чел.   |
| 7  | Hutchinson Technology              | 790 чел.    |
| 8  | Клиника Маршфилд                   | 717 чел.    |
| 9  | Nestle Foods                       | 576 чел.    |
| 10 | Городские службы О-Клэр            | 566 чел.    |

## Города-побратимы
- Лисмор, Австралия